# Гірничо-заводська справа (журнал)
Гірни́чо-заводська́ спра́ва (рос. дореф. Горнозаводское дѣло — 1910—1918 рр; рос. дореф. Горнозаводской листокъ — 1886—1903 рр; рос. дореф. Южно-Русский Горный Листокъ — 1880—1886) — галузевий науково-технічний журнал Російської імперії. Видавався в Харкові з 1880 по 1918 рік. Першим видавцем журналу був відомий інженер Михайло Яшевський, потім його очолив інженер Сергій Сучков. З кінця 1903 року журнал видавався під редакцією Миколи фон-Дітмара. До 1910 року тираж видання становив 1,5 тисячі примірників.:93

## Історія

### Заснування
Перший номер журналу вийшов 1 (14) липня 1880 у Харкові. Видавцем журналу виступив інженер Михайло Яшевський. Ініціатива випуску цього журналу належала Раді з'їздів гірничопромисловців півдня Росії. Згідно з уявленнями, сформульованим творцями видання, метою журналу було «служити інтересам гірської промисловості всієї Росії, прагнути до всебічного вивчення гірничої й гірничозаводської промисловості та їх потреб, приділяючи велике місце питанням технічного характеру». Журнал позиціонував себе професійним галузевим виданням.
Журнал друкували у харківській друкарні С. К. Счастні.:68 Видання виходило двічі на місяць (1-го та 15-го числа). Разом за рік виходило 24 номери внутрішнім об'ємом від 1 до 4 друкованих аркушів у форматі «1/4 аркуша». Всього за період з липня 1880 по січень 1887 року вийшло 156 номерів.
Піврічна добірка номерів складала один том. Всього за період видання журналу Яшевським було сформовано 13 томів. Нумерація сторінок в рамках томів була наскрізною. З 1 (13) січня 1886 на першій сторінці журналу видавці почали розміщувати зображення нагородної медалі Імператорського товариства сільського господарства Південної Росії.
Передплата на журнал коштувала 6 рублів на рік, студенти-гірники отримували знижку. Видання цензурувавалось і виходило після підпису харківського поліцмейстера.:74
Журнал складався з кількох відділів: урядового, технічного, економічного, місцевих новин. Матеріали видання розподілялися за шести основними тематичними розділами::74
- Наукові та технічні статті;
- Нотатки та повідомлення по різних галузях гірничої справи;
- Статистична та комерційна частина гірської промисловості;
- Бібліографія;
- Урядові розпорядження;
- Торговельні та промислові оголошення.

У журналі також публікувалися додатки, наприклад, стенографічні звіти про роботу з'їздів гірничопромисловців Півдня Росії, карти, схеми, технічні креслення.:74
У 1887 році журнал очолив інженер Сергій Сучков, який керував виданням до 1903 року.

### Гірничо-заводський листок
У 1903 році «Південно-Російський гірничий листок» (рос. дореф. Южно-Русский Горный Листокъ) перейшов у відання промисловця Миколи фон-Дітмара, який прийняв на себе здійснення загальної редакції. Журнал був перейменований в «Гірничозаводський листок» (рос. дореф. Горнозаводской листокъ), а в 1910 році — змінив назву на «Гірничо-заводська справа» (рос. дореф. Горнозаводское дѣло).

### Закриття
Журнал випускався до початку Громадянської війни у Росії (1918 рік), під час якої більшовики націоналізовували підприємства, що входили до складу Ради з'їздів гірничопромисловців півдня Росії.